# Yūki Cross
Yūki Cross (黒主 優姫?, Kurosu Yūki) è la protagonista del manga e anime Vampire Knight ideato da Matsuri Hino.

## Biografia
Yuki Cross (il cui vero nome è Yuki Kuran) è la figlia adottiva del direttore della Cross Academy, Kaien Cross, nonché protagonista del manga Vampire Knight. Yuki fa parte del comitato disciplinare studentesco, l'attività di copertura per i Guardiani addetti alla sorveglianza notturna dell'Accademia e alla protezione della vera identità degli studenti della Night Class, che sono vampiri.
Dieci anni prima degli eventi narrati nel manga, Yuki stava per essere uccisa da un vampiro, ma fortunatamente si salvò grazie all'intervento di Kaname Kuran. Ha perso la memoria di qualsiasi evento precedente all'attacco, di conseguenza non ha nessun ricordo dei propri genitori. Proprio per questo fatto Kaname la affidò al Direttore, che l'adottò. Lei ha uno stretto legame con Kaname sin da quel giorno anche se comprende la sua condizione di vampiro e ciò che essa comporta, cioè la necessità di sangue.
Ci sono indizi riguardo alla specialità del sangue di Yuki, ritenuto dissetante e irresistibile, infatti Kaname è sempre impegnato a proteggerla dagli altri vampiri che hanno uno strano interesse per lei. La sua arma è Artemis (dea della caccia), un bastone allungabile, donatole dal Direttore, in grado di respingere i vampiri.
Non può essere usato da questi ultimi. Frustrata dal fatto di non riuscire a ricordare nulla del suo passato, ben presto la ricerca sulla sua infanzia diventa un'ossessione: diventa insonne e comincia ad avere strane visioni accompagnate da sangue. Comprende ben presto che Kaname è legato in qualche modo a quei ricordi che non riesce a recuperare e cerca più volte di interrogarlo. Lui, dopo aver cercato di evitare la questione, le promette di darle delle delucidazioni, ma solo nel caso in cui lei avesse accettato di diventare la sua compagna.
Successivamente Kaname le fa bere il suo sangue, risvegliando la sua natura di vampira assopita. La ragazza recupera la memoria e ricorda come sua madre abbia dato la sua vita affinché lei potesse vivere da umana, e suo padre abbia fatto di tutto per proteggerla dallo zio Rido Kuran. Proverà a difendere le persone che ama da Rido Kuran cercando di usare Artemis, ma dopo averla impugnata l'arma si evolverà in una potente falce che solo i Kuran sono in grado di usare. Yuki è la sorella minore di Kaname ed è nata per divenire sua moglie.
Yuki possiede una personalità profonda: inizialmente è molto insicura, fragile e a tratti ingenua, ma è fondamentalmente una ragazza coraggiosa e compassionevole, leale verso coloro a cui vuole bene e cerca sempre di dare il meglio di sé in tutto ciò che la riguarda, e grazie alle esperienze che la vedono coinvolta, tra cui la conoscenza sul reale mondo dei vampiri ed il risveglio della sua natura di vampiro sangue puro, la renderanno sempre più forte, combattiva e decisa facendo maturare in lei un temperamento passionale e determinato.